# Allarete barberi
Allarete barberi är en tvåvingeart som först beskrevs av Ephraim Porter Felt 1908.  Allarete barberi ingår i släktet Allarete och familjen gallmyggor. Inga underarter finns listade i Catalogue of Life.